# Cecilia Martínez del Solar
María Cecilia Laura Martínez del Solar Salgado de Franco (Lima, 8 de marzo de 1957) es una psicóloga y política peruana. Fue congresista de la república durante el breve periodo 2000-2001. Fue esposa de Rodrigo Franco, dirigente aprista asesinado por el grupo terrorista Sendero Luminoso.

## Biografía
Nació en la ciudad de Lima, el 8 de marzo de 1957. Es hija de Juan José Gabriel Martínez del Solar Delgado y de Cecilia Salgado González.
Realizó sus estudios primarios y secundarios en el Colegio Villa María del distrito de La Molina. Luego, ingresó a la Pontificia Universidad Católica del Perú donde estudió la carrera de Psicología. También cuenta con otros estudios de administración en la Universidad de ESAN y de negociación en la Universidad de Harvard.
Fue inversionista de la Bolsa de Valores de Lima y promotora del Nido María de la Paz.
Se casó con Rodrigo Franco Montes de Peralta, abogado y dirigente aprista, que fue víctima de un controvertido asesinato en 1987 por parte del grupo terrorista Sendero Luminoso.
Cecilia Martínez del Solar pidió que le retiren la pensión asignada como víctima del terrorismo, debido a que consideró que su esposo fue asesinado por un grupo paramilitar.

## Participación en la política

### Congresista de la República
En las elecciones generales del año 2000, Martínez del Solar se integró a la alianza Perú 2000 de Alberto Fujimori y postuló al Congreso de la República con el número 3 de la lista en las elecciones parlamentarias. Culminando los procesos electorales, Martínez del Solar resultó elegida como congresista de la república, con 48,426 votos, para el periodo parlamentario 2000-2005.
Durante su labor legislativa, presidió la comisión de Ambiente, Ecología y Amazonía.
En septiembre del 2000, ante la difusión a nivel nacional del primer Vladivideo en donde se aprecia a Vladimiro Montesinos entregando dinero al congresista Alberto Kouri para dejar Perú Posible a cambio de pasarse a Perú 2000, Martínez del Solar decidió renunciar al fujimorismo junto a otros congresistas oficialistas y decidió apoyar a la oposición democrática contra Alberto Fujimori.
Luego, formó la bancada Grupo Parlamentario Independiente y posteriormente apoyó la moción de censura contra Martha Hildebrandt de la presidencia de la Mesa Directiva ante el blindaje a Vladimiro Montesinos y luego la vacancia presidencial contra Alberto Fujimori por incapacidad moral al haberse fugado hacia Japón y renunciar mediante un fax. Su cargo parlamentario fue reducido hasta julio del 2001 tras la convocatoria a nuevas elecciones generales.
Tras culminar su gestión, Martínez del Solar se integró al partido Acción Popular y postuló a la alcaldía del Distrito de San Isidro en las elecciones municipales del 2002, sin embargo, no resultó elegida.
En enero del 2004, fue absuelta de tras haber sido denunciada por el exministro aprista Agustín Mantilla de haberlo acusado como participante del asesinato de su difunto esposo, Rodrigo Franco en 1986.